# Поломське
Поло́мське (рос. Поломское) — село (колишнє селище) в Кезькому районі Удмуртії, Росія.

## Населення
Населення — 365 осіб (2010; 563 в 2002).
Національний склад станом на 2002 рік:
- удмурти — 72 %
- росіяни — 27 %

## Історія
Засноване як селище Полом біля Поломського торфопідприємства на Тугалудському родовищі торфу. До селища була прокладена Поломська вузькоколійна залізниця, яка існувала до 2006 року.
Урбаноніми:
- вулиці — Жовтнева, Коротка, Лікарняна, Підлісна, Піонерська, Промислова, Радянська, Трактова, Шкільна

## Галерея

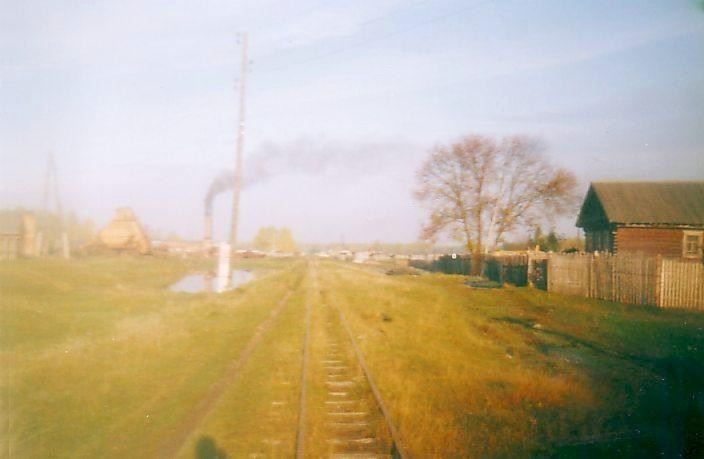
Поломська ВЗ в бік Максимовки
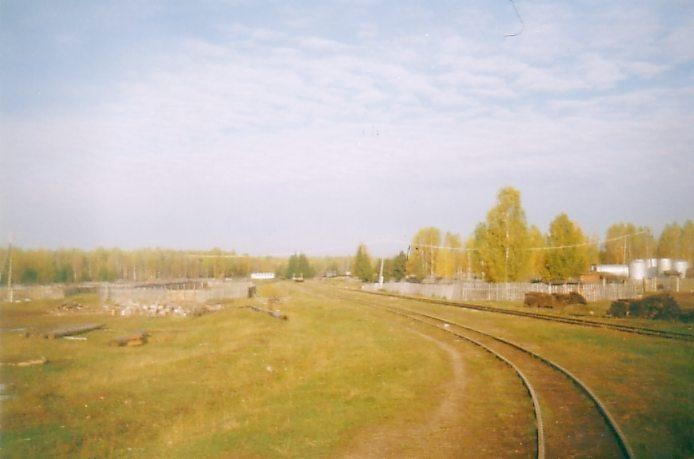
Поломська ВЗ в бік станції Зілай
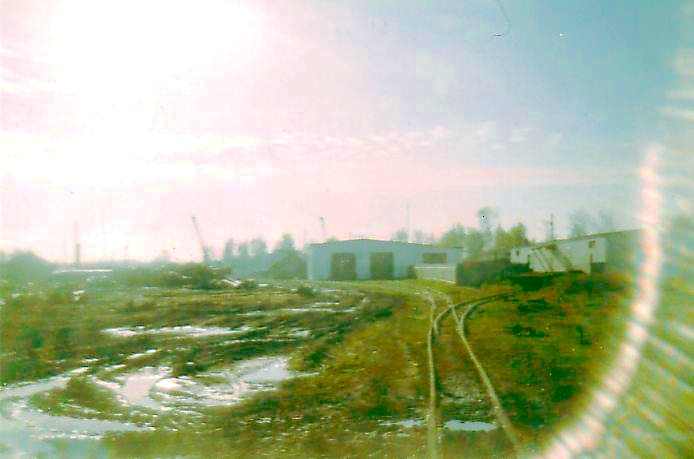
Депо Поломської ВЗ